# Convent

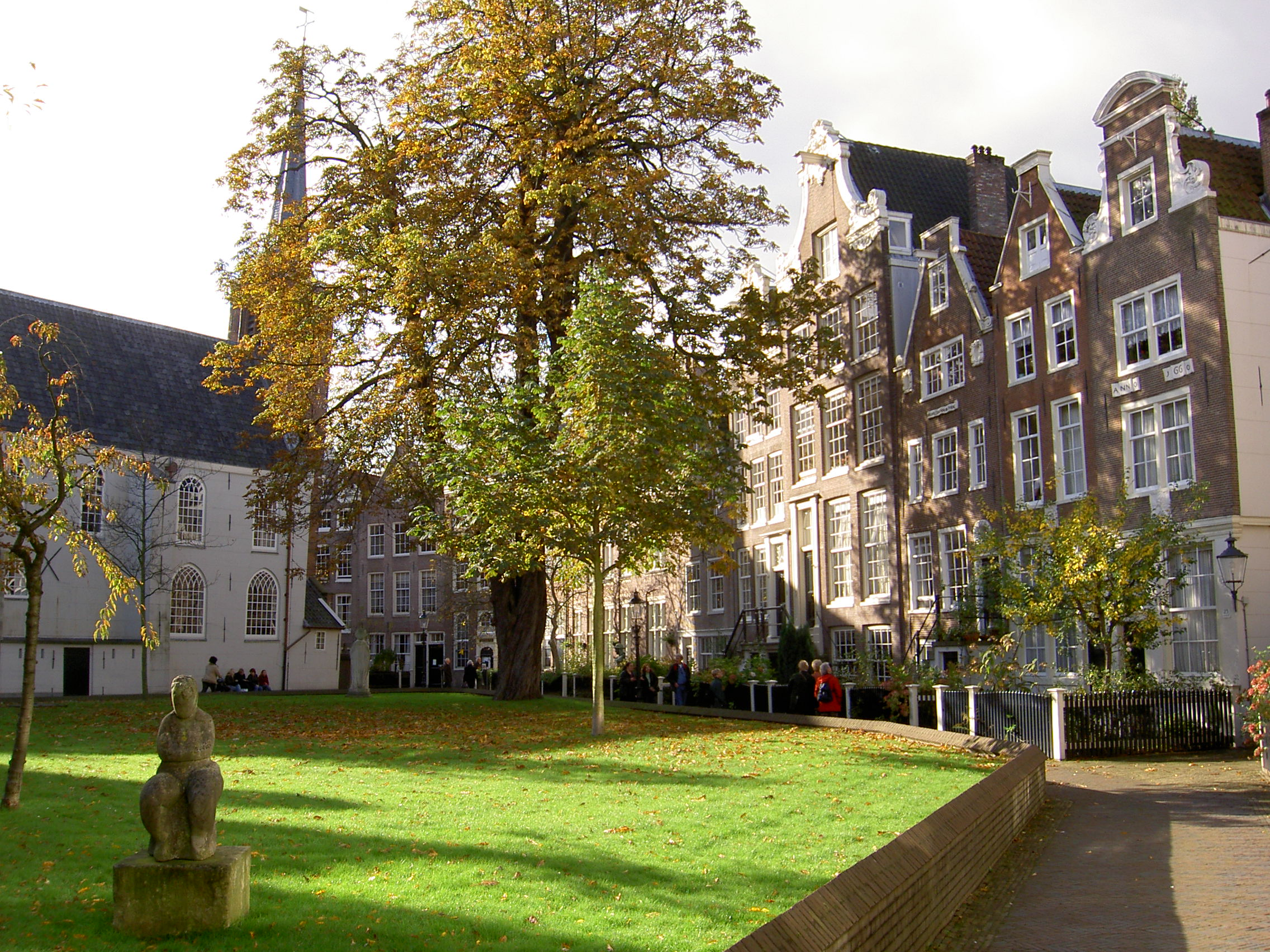
Convent in Amsterdam.

De term convent heeft meerdere betekenissen: een klooster, een vergadering of een gemeenschappelijke woning in een begijnhof. De term stamt uit het Latijn van conventus, samenkomst.

## Klooster
Voorbeelden hiervan zijn het convent van de cellebroeders, het Paulusconvent, het Catharijne-convent, het Maria-convent, en het Agnieten-convent.

## Vergadering
Aanvankelijk werd de term convent gebruikt voor een vergadering van monniken; later werd het begrip minder specifiek en ook gebruikt voor andere vergaderingen, zowel religieus als niet-religieus.

## Begijnhof

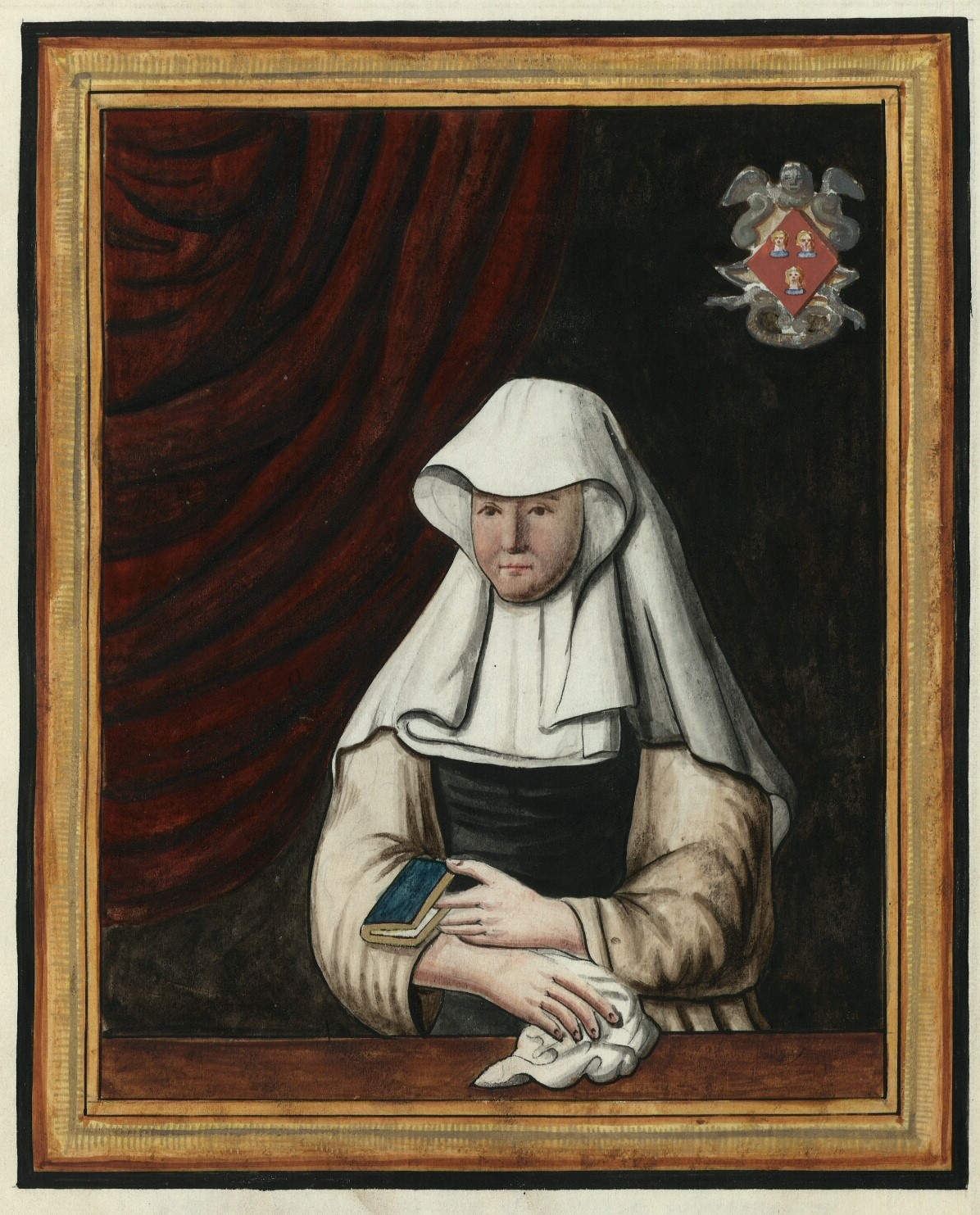
Begijn, inwoonster van een convent, ca 1840.

Een convent was een gemeenschappelijk huis in een begijnhof, waarin meerdere arme en/of alleenstaande begijnen samenleefden. In Brabant en in het Luikse vormden deze huizen de eerste vorm van samenleving voor vrome vrouwen, die later zouden uitgroeien tot de begijnenbeweging.
Begijnenconventen ontstonden door stichting: 
- Door een begijn die haar huis na haar dood bestemde, om er een aantal arme begijnen in onder te brengen.
- Door het stichten van een nieuw huis.

Voor deze conventen werden bij stichting regels opgesteld, zoals de voorwaarden voor intrede, de leefregels van het huis, en de gebeden die dagelijks voor de stichter gelezen moesten worden. Aan de oprichting werd meestal een stichtingsgeld verbonden, zodat voor langere tijd in de eerste levensbehoeften kon worden voorzien. 